# Каржаубаев, Габдулла Шалкарович
Габдулла Шалкарович Каржаубаев (каз. Ғабдолла Шалқарұлы Қаржаубаев; 7 ноября 1904, а. № 15, Акмолинская область, Российская империя — 15 мая 1985, Алма-Ата, Казахская ССР, СССР) — советский казахский государственный, партийный и общественный деятель.

## Биография
Родился 7 ноября 1904 в ауле № 15 Акмолинской области Российской империи (ныне село составе Атбасарского района Акмолинской области Казахстана). Член ВКП(б) с 1937.

### Образование
С сентября 1931 по май 1932 — слушатель Семипалатинских геодезических курсов.
С ноября 1934 по август 1935 и с января по апрель 1936 — студент Свердловского геолого-гидрогеодезического техникума.
С 1955 по 1957 — слушатель Высшей партийной школы при ЦК КПСС.

### Трудовая деятельность
В 1924-1925 гг. — делопроизводитель, помощник прокурора города Атбасар Акмолинской области. До мая 1925 года был начальником Атбасарского волостного отдела рабоче-крестьянской милиции.
С мая 1925 года по декабрь 1927 года был народным судьей 16-го округа АСО города Карсакпай.
С декабря 1927 года по май 1929 года преподавал в фабрично-заводской школе в Карсакпае.
С мая 1929 года по сентябрь 1930 года был народным судьей 16-го участка АСО города Карсакпай.
С сентября по декабрь 1930 года — председатель правления Азатского районного союза колхозов Казахской АССР.
С декабря 1930 года по август 1931 года — секретарь исполкома Сталинского районного совета Казахской АССР.
С августа по сентябрь 1931 года — помощник землемера треста «Карагандавулхилья».
С мая 1932 года по ноябрь 1934 года — помощник землемера треста «Карагандавилья».
С августа 1935 года по январь 1936 года работал маркшейдером на шахте No 33-34 в Караганде.
С апреля 1936 года по февраль 1940 года — главный маркшейдер, помощник главного инженера шахты No 33-34 в городе Караганде.
В феврале-мае 1940 года — инструктор Карагандинского обкома КП(б) Казахстана.
С мая 1940 года по ноябрь 1941 года — инструктор отдела угольной промышленности ЦК КП(б) Казахстана.
С ноября 1941 г. по февраль 1943 г. — заведующий отделом угольной промышленности ЦК КП(б) Казахстана.
С 15 февраля по август 1943 года — секретарь ЦК Компартии (большевиков) Казахстана по вопросам угольной промышленности.
С августа 1943 года по июль 1945 года — заместитель секретаря ЦК Компартии (большевиков) Казахстана по вопросам угольной промышленности.
С июля 1945 года по февраль 1947 года — заместитель секретаря ЦК Компартии Казахстана по топливно-энергетическому комплексу и заведующий отделом топливно-энергетической промышленности ЦК Компартии Казахстана.
С 18 марта 1947 года по 25 февраля 1949 года — 3-й секретарь ЦК Компартии (большевиков) Казахстана. С марта 1949 года по сентябрь 1952 года — секретарь ЦК Коммунистической партии (большевиков) Казахстана.
Одновременно с 28 марта 1951 года по 28 марта 1955 года был председателем Верховного Совета Казахской ССР.
С сентября 1952 года по 15 ноября 1955 года — 1-й секретарь Восточно-Казахстанского обкома Компартии Казахстана.
С марта 1957 года по апрель 1959 года — председатель исполкома Алма-Атинского областного Совета депутатов трудящихся.
С апреля 1959 по 1962 год — секретарь Президиума Верховного Совета Казахской ССР. Одновременно с 1959 по 1976 годы был председателем правления Казахского отделения Общества советско-монгольской дружбы.
В 1962—1963 годах — начальник Главного управления переселения и организованного набора рабочей силы при Совете министров Казахской ССР.
В 1963—1968 годах — генеральный секретарь Министерства иностранных дел Казахской ССР.
С 1968 — персональный пенсионер союзного значения. Умер 15 мая 1985.

## Награды
Награжден Орденом Отечественной войны I степени, двумя орденами Трудового Красного Знамени, орденом «Знак Почета» и медалями.